# Esbós de la inauguració de l'Exposició Nacional de les Illes Filipines
Esbós de la inauguració de l'Exposició Nacional de les Illes Filipines és una pintura feta per Francisco Javier Amérigo l'any 1887 i que es troba conservada actualment a la Biblioteca Museu Víctor Balaguer amb el número de registre 162 d'ençà que va ingressar com a donació al museu. És un esbós de l'obra que la regent Maria Cristina d'Habsburg-Lorena va encarregar sobre l'acte d'inauguració de la mostra de 1887, i que resultà destruït en un incendi el 1976. L'esbós del Museu Víctor Balaguer el donà l'autor al mateix Víctor Balaguer.

## Descripció
La pintura presenta l'acte inaugural de l'Exposició General de les Filipines del 30 de juny de 1887 al Parc del Retiro de Madrid, durant regència de Maria Cristina d'Habsburg. Aquesta exposició impulsada per Víctor Balaguer pretenia visualitzar els productes filipins duts a la península i a la inversa.
L'escena de l'obra recull el moment en què els indígenes reten homenatge a la reina regent Maria Cristina que llueix un vestit negre i a la infanta Isabel de Borbó amb un de blau; les dues estan assegudes al tron. L'acció se situa a l'interior del Palacio de Cristal que havia estat construït expressament per albergar la mostra de flora de l'arxipèlag filipí. A banda dels ja esmentats, s'hi poden distingir diferents personalitats de l'època com és el cas de Víctor Balaguer.